# Opération Crossroads
Pour les articles homonymes, voir Crossroads.
L'opération Crossroads est le nom donné à une série d'essais nucléaires qui eurent lieu dans l'atoll de Bikini au cours de l'été 1946, les premiers essais atomiques depuis la fin de la Seconde Guerre mondiale. C'est aussi la dernière grande expérimentation du projet Manhattan avant sa dissolution et le transfert de ses activités à la Commission de l'énergie atomique des États-Unis.
Le but de l'opération était de valider la puissance destructrice de bombes A sur des navires et des sous-marins situés aux alentours, ainsi que sur le quai de réparation auxiliaire USS ARDC-13, un type de cale sèche flottante auxiliaire utilisée par l'US Navy. Les deux tirs de cette campagne d'essais utilisèrent des bombes de modèles Mark IIIA, du type Fat Man. Les habitants de l'atoll avaient été transférés le 7 mars sur l'atoll de Rongerik.
Le chef des opérations, le vice-amiral W. Blandy, avait proposé d'appeler l'opération Crossroads (« la croisée des chemins »), car « il était évident que la guerre, peut-être même les civilisations, étaient arrivées à un point critique grâce à cette arme révolutionnaire ».

## Able

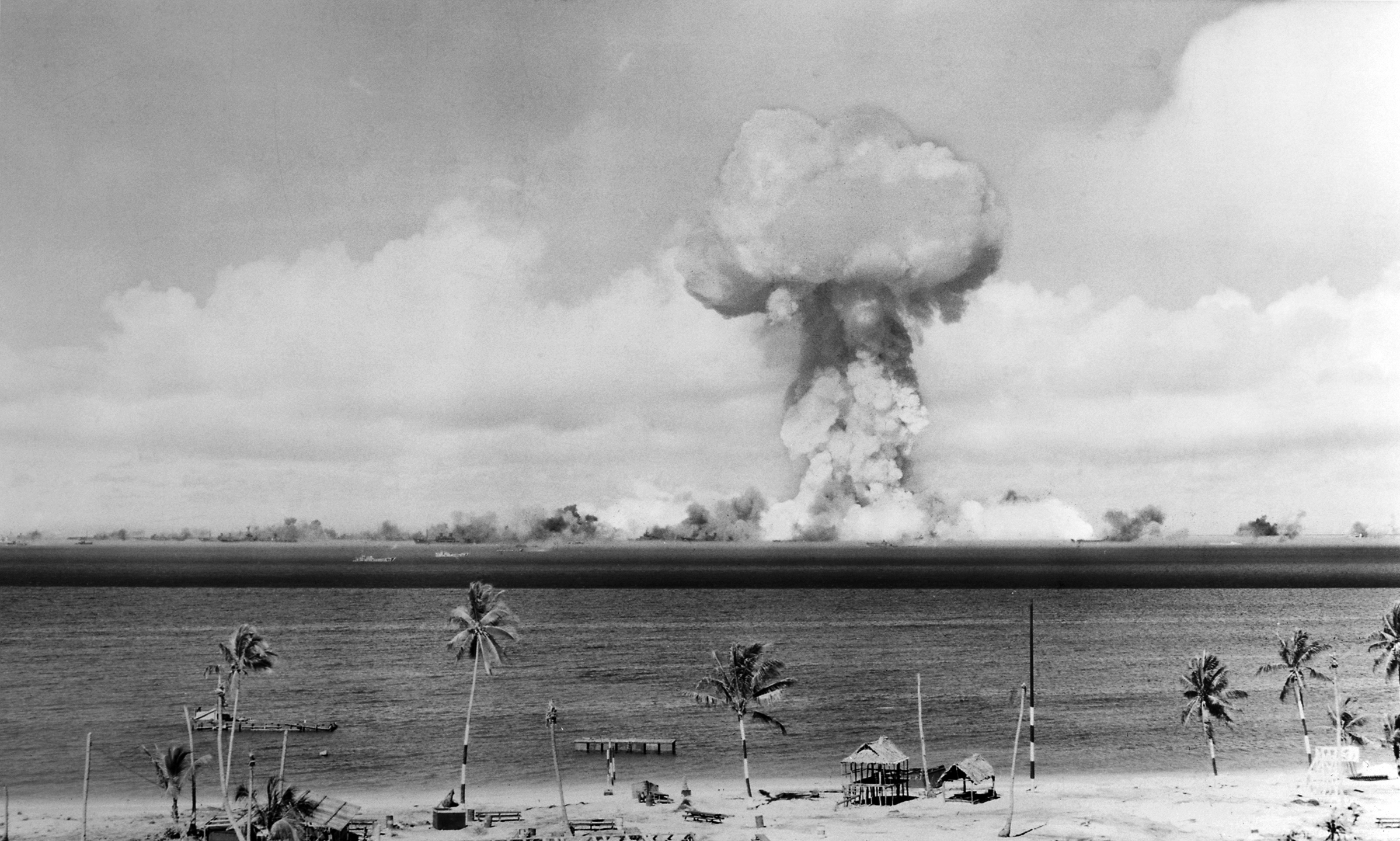
Champignon atomique de Able.

Able explosa le 1er juillet 1946 à 9 h 34 (heure locale), c'était la quatrième explosion atomique de l'histoire après le test de Trinity, puis les largages de Little Boy sur Hiroshima et de Fat Man sur Nagasaki. La bombe était surnommée Gilda, d'après le rôle tenu par Rita Hayworth dans le film sorti en février 1946.
La bombe d'une puissance de 21 kilotonnes fut larguée par le bombardier B-29 Dave's Dream et explosa à 158 m d'altitude. Elle manqua sa cible d'environ un demi-kilomètre, probablement à cause d'un aileron défectueux. Des 90 navires soumis à l'explosion, seuls cinq navires furent détruits par l'explosion : l'USS Gilliam, l'USS Anderson, l'USS Lamson, l'USS Carlisle et le croiseur japonais Sakawa. Les autres navires furent inspectés, réparés et remis en service. L'équipage du bombardier fut l'objet d'une enquête par le gouvernement à cause du manque de précision du largage qui aurait pu avoir des conséquences désastreuses.
Able était un test qui devait avoir un fort impact médiatique et l'armée avait mené une campagne pour plébisciter l'arme atomique. L'échec de l'expérience et l'impossibilité pour les observateurs de recueillir les informations désirées eut un effet négatif sur le grand public : la bombe atomique était, après tout, juste une autre arme.

## Baker

L'explosion Baker avec l'onde de choc concentrique qui recouvre les navires.

Baker est la cinquième explosion atomique de l'histoire, la détonation a lieu le 25 juillet à 8 h 35 (heure locale) sur l'atoll de Bikini. Première du genre, Baker est une explosion sous-marine avec une charge similaire à celle de Fat Man, placée à 27 mètres sous le niveau de la mer. Sa puissance est de 23 kilotonnes. La bombe était surnommée Helen de Bikini.
La bombe était placée dans un caisson cylindrique étanche et en acier qui était suspendu en dessous de la coque du navire LSM-60. On obtenait ainsi une précision parfaite pour l'expérience et les mesures. Le signal pour activer l'explosion fut envoyé par ondes radio en direction du LSM-60. Environ 4 millisecondes après l'explosion, l'onde de choc atteignit la surface avec une vitesse de mach 2,5 et la bulle de gaz projeta un immense volume d'eau autour du site.
Huit bâtiments furent coulés, dont le porte-avions Saratoga qui était le plus proche du point zéro et beaucoup furent sévèrement endommagés. Durant plus de 24 heures, la zone proche de l'explosion était mortellement radioactive. L'accès à l'île de Bikini (à 9 kilomètres) ne fut autorisé qu'après une semaine.
Baker demeure à ce jour l'une des explosions les plus impressionnantes en raison de la masse d'eau projetée en l'air, la colonne atteignit plus de 2 kilomètres de haut et souleva ainsi plus d'un million de mètres cubes d'eau. Des tsunamis de plus de 30 mètres se formèrent et engloutirent les vaisseaux proches du centre de l'explosion. Une des particularités de Baker fut la présence d'un nuage de Wilson (phénomène nommé en l'honneur de Charles Thomson Rees Wilson). La faible pression à l'arrière du front de l'onde de choc produit une forte condensation avec l'apparition d'un nuage dense de forme sphérique. Le phénomène était particulièrement visible dans cette zone tropicale.

## Problèmes logistiques et sanitaires
Lors des opérations, un marin s'est noyé, un avion s'écrasa le 9 juillet 1946 tuant son pilote, un marin s'est empoisonné et un autre s'est électrocuté.
La décontamination ne fut pas sans problèmes. En effet, à la suite de l'explosion de Baker, Stafford Warren, le chef du service de décontamination désigné pour ce test, dut demander l'arrêt des opérations de décontamination car son personnel avait été exposé à de fortes radiations. Un troisième test était prévu pour l'opération Crossroads mais fut annulé.
L'atoll présentait plusieurs inconvénients. Le site était éloigné du continent et nécessitait une logistique très importante avec des acheminements par bateau. De plus, le climat humide dégradait le matériel et des problèmes électroniques et photographiques compliquèrent les opérations.